# Перламутр

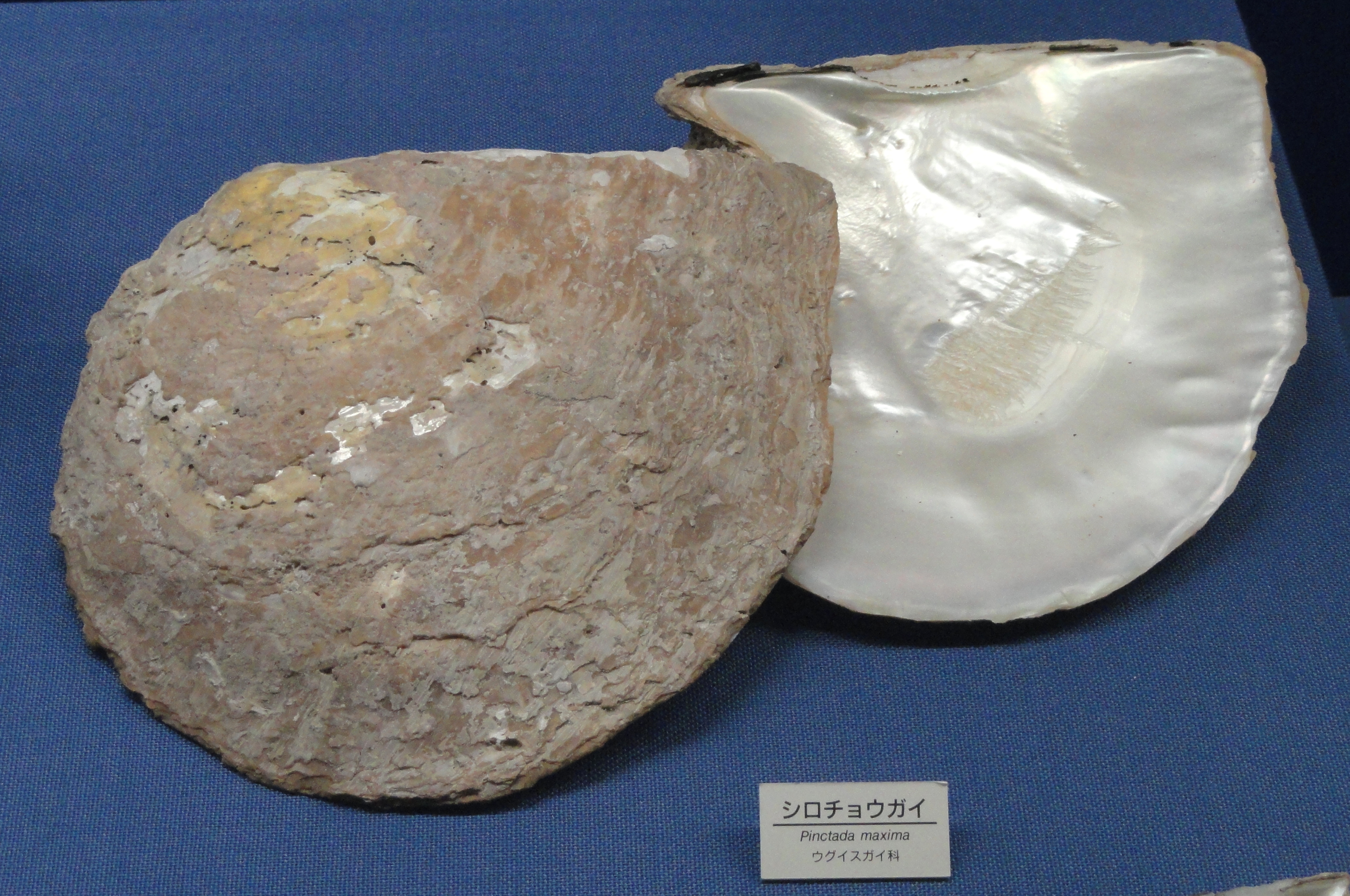
Перлові черепашки.

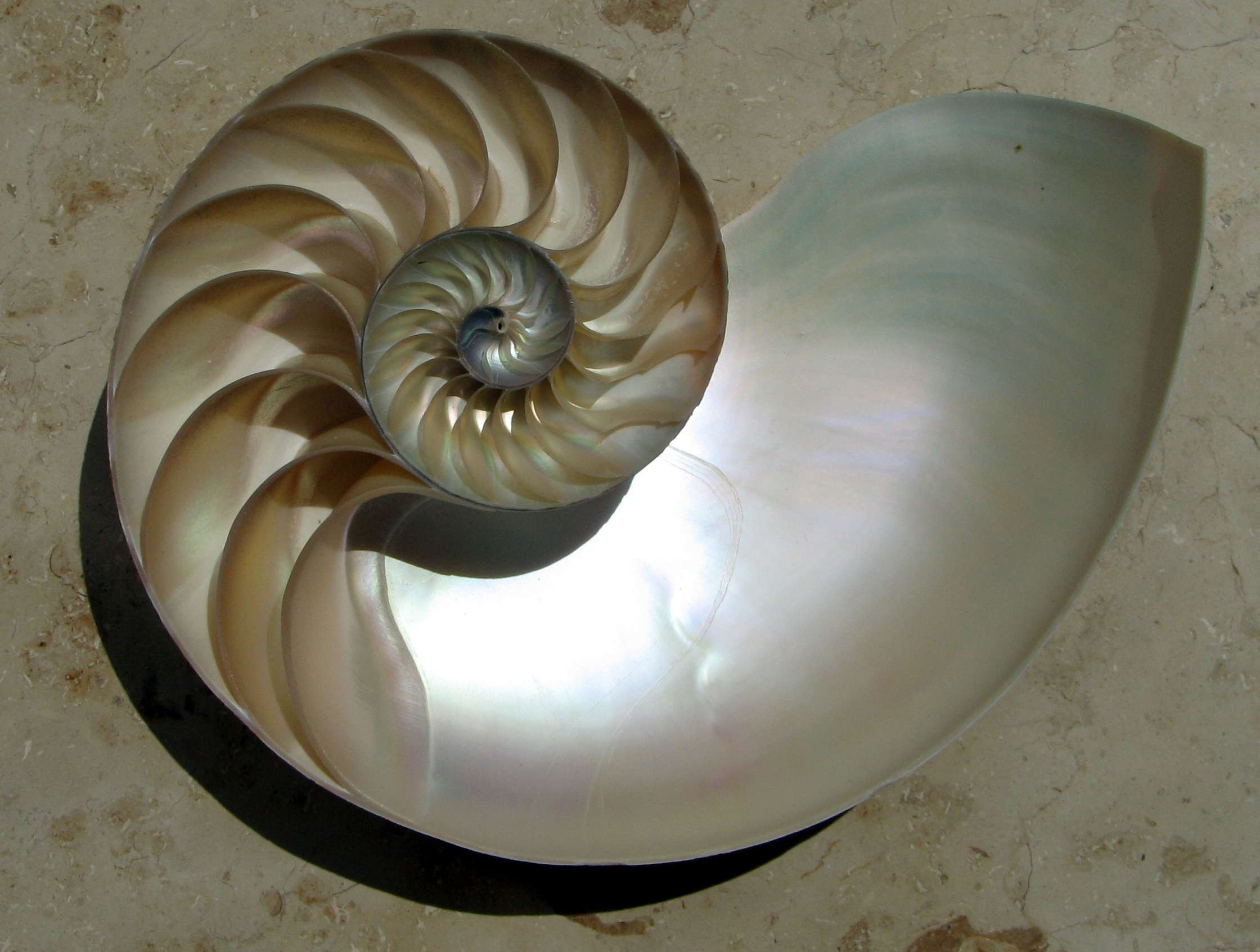
Райдужний перламутр Наутилуса.

Перламу́тр (від нім. Perlmutter — «мати перлів») — внутрішній шар черепашок прісноводних і морських м'якунів, є органіко-неорганічним композитом натурального походження. Перли та перламутр мають майже однаковий склад.

## Видобуток
Головними місцями видобутку перламутрових черепашок є Перська затока, Червоне море, Цейлон, Японія, Борнео та Філіппіни, деякі тропічні острови Тихого океану. Часто ці черепашки — побіжний продукт виробництва культивованих перлів.

## Опис

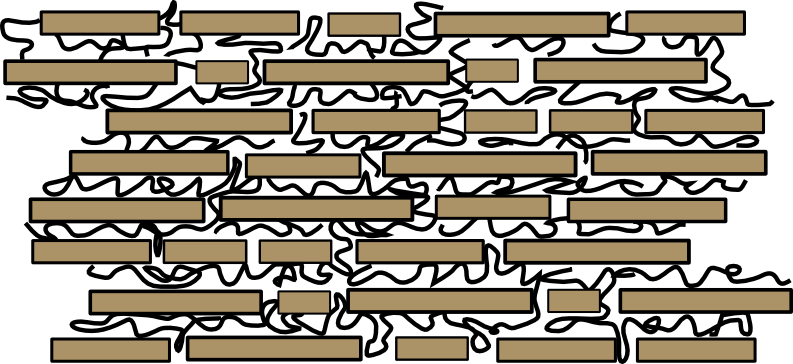
Схема перламутрового шару

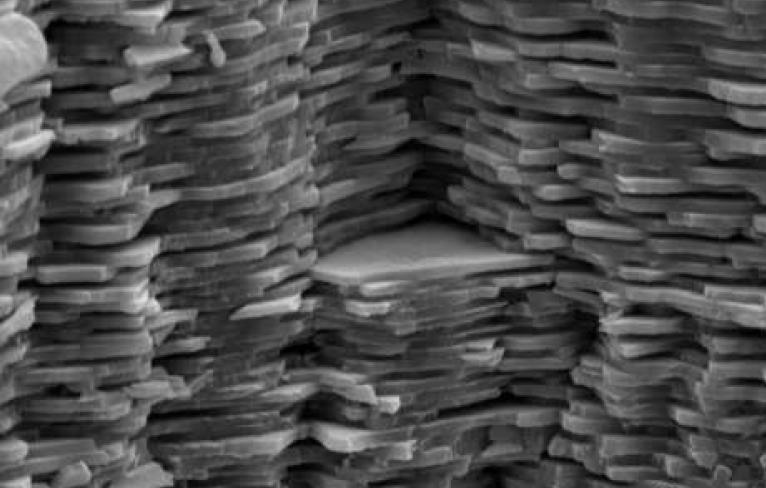
Електронна мікроскопія

Перламутр складається з шестикутних пластинок арагоніту (кристалів карбонату кальцію CaCO3) розмірами 10-20 мікрон завширшки та пів мікрона завтовшки, розташованих паралельними шарами. Ці шари розділені листами органічної матриці, що складається з еластичних біополімерів хітину, люстрину, шовкоподобних білків тощо.
Світло, яке проходить по осі одного з кристалів, відбивається і переломлюється іншими кристалами, створюючи ефект веселки. Це можна також пояснити тим, що товщина кристалів арагоніту порівнянна з довжиною хвилі видимого світла і тому світло різних довжин хвиль відчуває численну і різноманітну інтерференцію, виливаючись у різне забарвлення залежно від кута погляду.

## Застосування
З давніх часів використовується для інкрустації різних предметів побуту та виготовлення прикрас. Використовувався для виготовлення різьблених виробів і різання каменів. Для обробки перламутру використовують звичайні сталеві інструменти та різці. Остаточне шліфування та полірування здійснюється на полірувальниках з тканини, шкіри або фетру за допомогою окису олова, окису алюмінію, крокусу. У наш час високоякісні перламутрові мушлі можна знайти в численних струмках, річках та озерах майже повсюдно на сході США, в Канаді, Мексиці, в Європі, Азії, Японії й інших місцях.
Перламутр також використовується як матеріал для виготовлення ґудзиків, кнопок музичних інструментів, як основа в ювелірних виробах і в декоративно-прикладному малярстві.
У мистецтві країн Далекого сходу — Японії, Китаї, Кореї, В'єтнамі — перламутр посідає важливе місце, ним інкрустують ширми, скриньки, віяла, гребінці, різні панно.
Наразі перламутр також застосовується в косметології, інкрустації музичних інструментів (зокрема, електрогітар).
У Стародавньому Римі перламутр був символом влади та мудрости. Вважалося, що він приносить щастя.

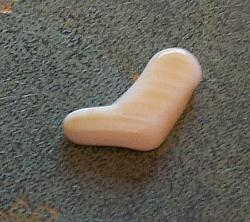
Шматок перламутру
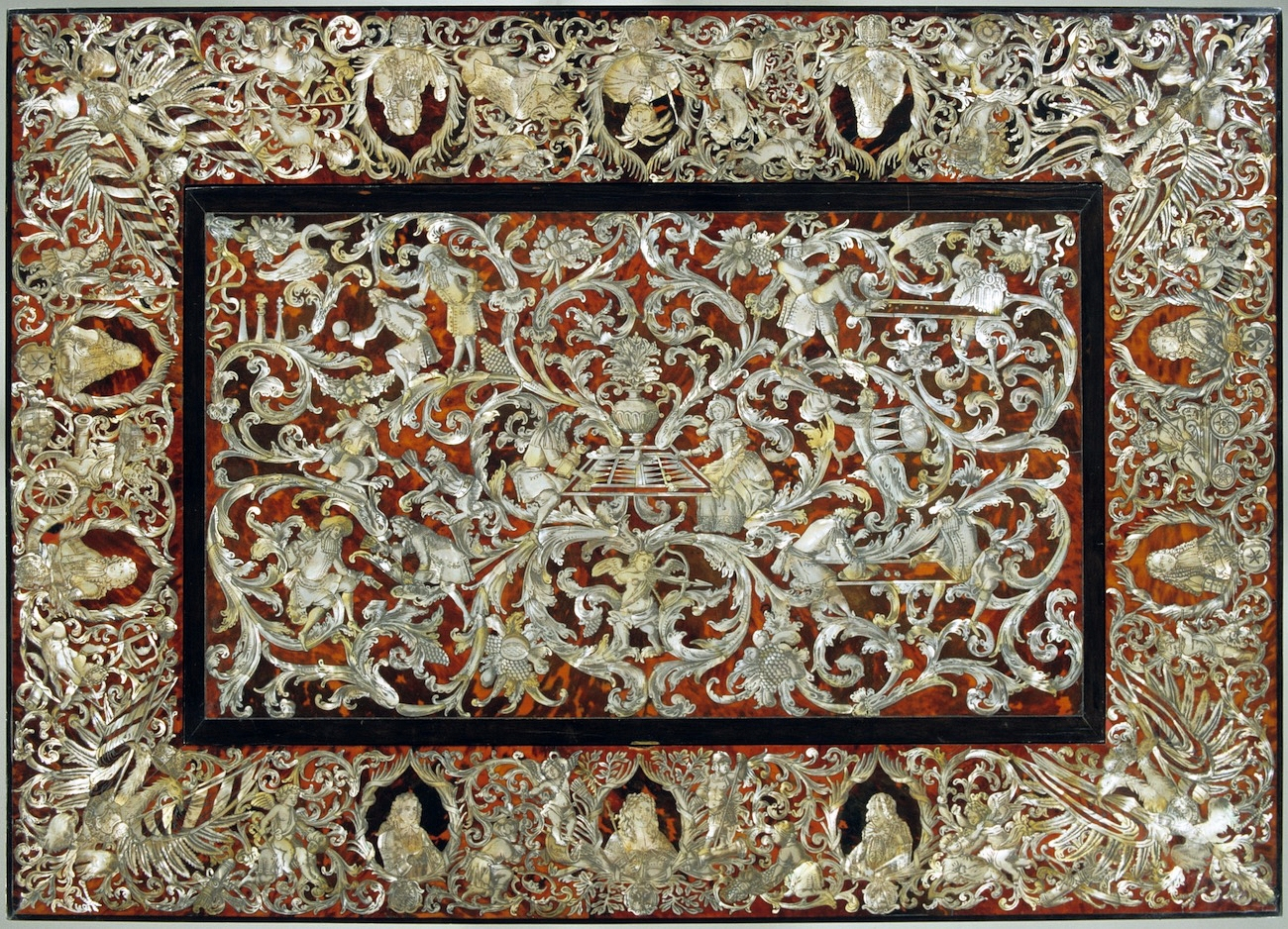
Скринька інкрустована перламутром. Музейний експонат
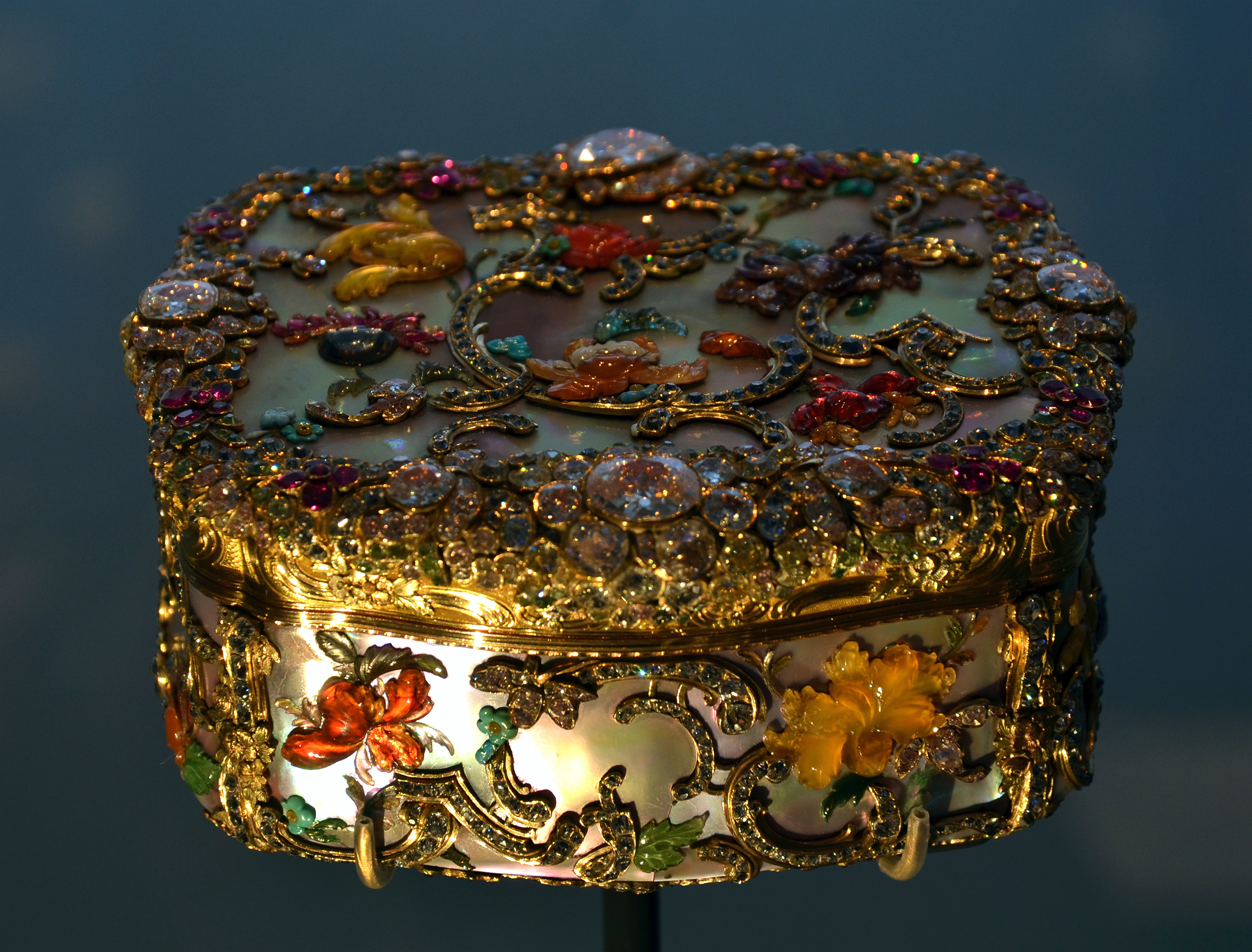
Скринька покрита перламутром. Музейний експонат
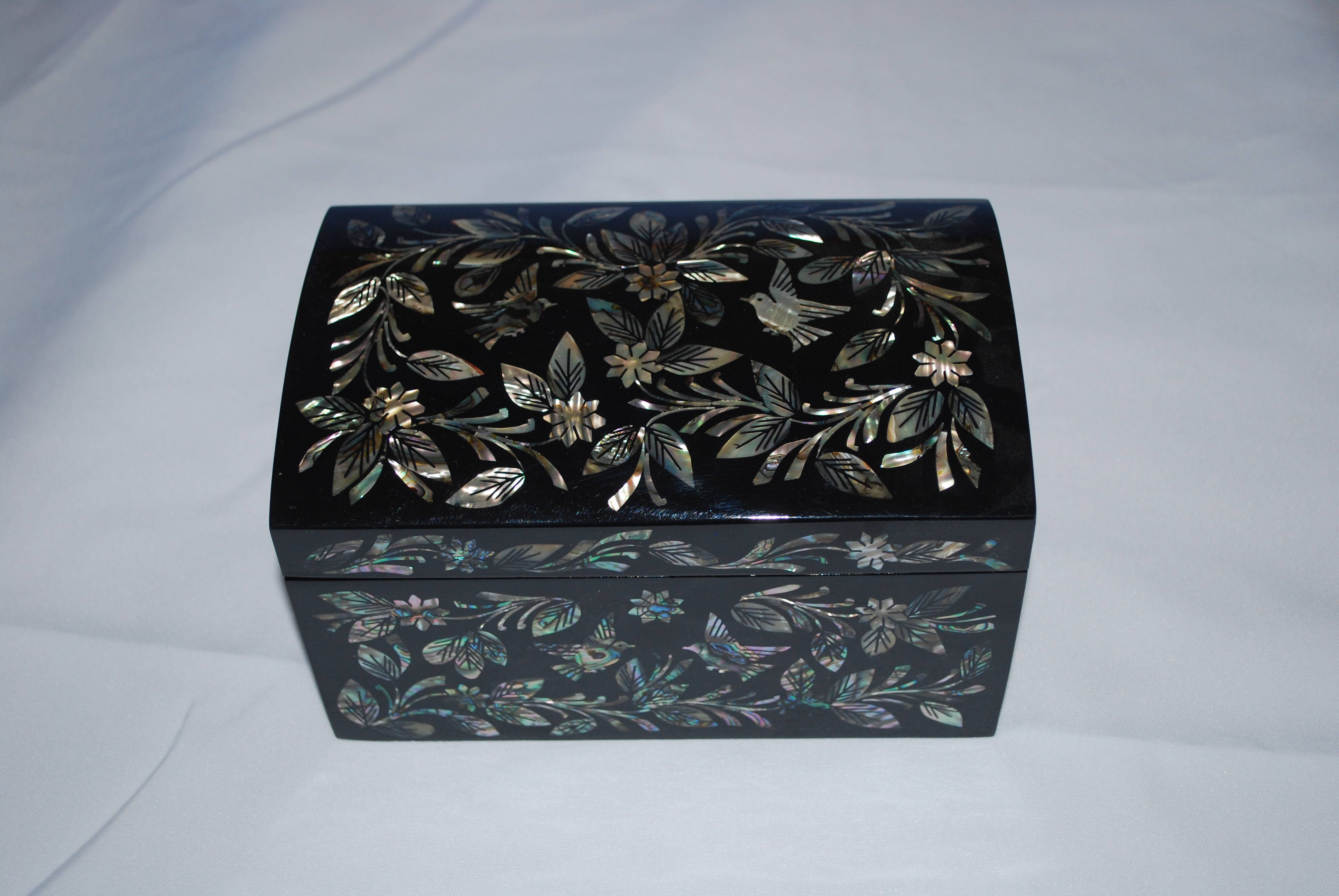
Сучасна скринька інкрустована перламутром
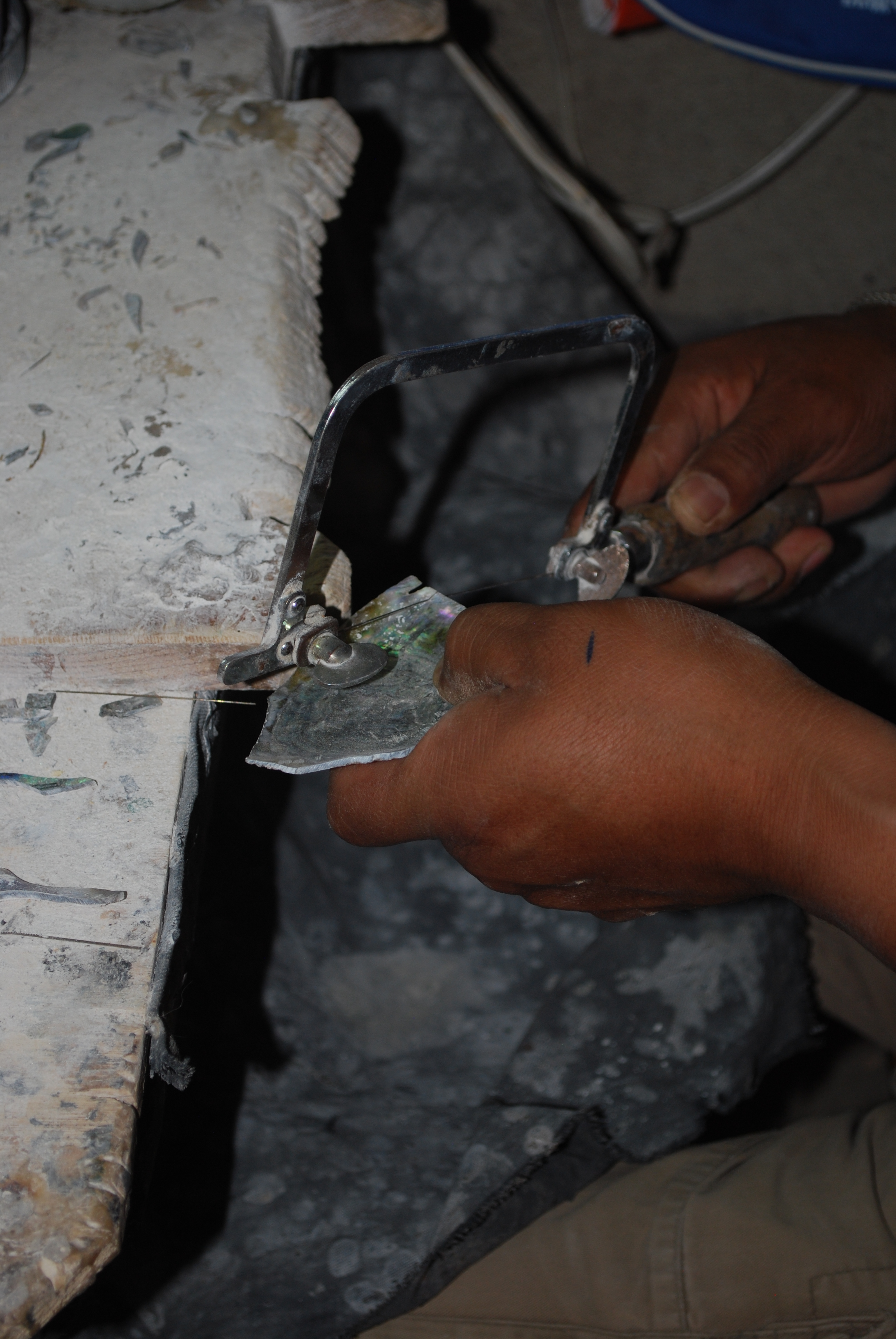
Вирізання з мушлі деталей для інкрустації перламутром
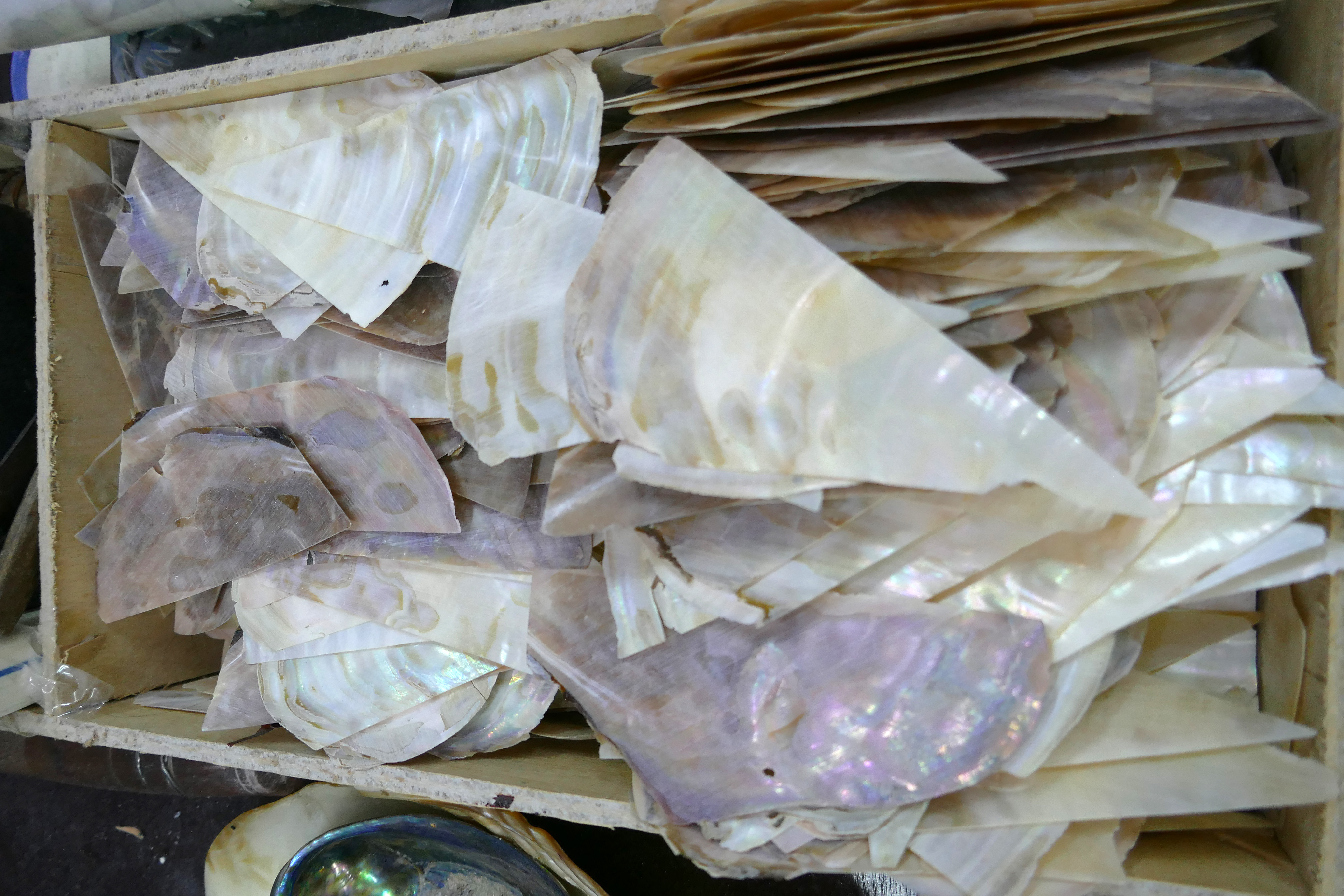
Запас мушель для виготовлення заготовок